# Minimello
Minimello var ett svenskt barnprogram, skapat av Ylva Hällen. Upplägget gick ut på att barn runt om i Sverige, och även ibland från Finland, skickade in dockor, gjorda av dekorerade toalettpappersrullar till tävlingen. Av de inskickade dockorna valdes 16 ut att tävla som artister, med låtar på omkring en minut vardera i olika deltävlingar, liknande Melodifestivalen. Dockornas sångröster spelades in av svenska artister så som Malena Ernman, Lisa Nilsson, Amy Diamond, Helen Sjöholm och Timo Räisänen, men också av programledare som Nassim Al Fakir, Ayla Kabaca och Ylva Hällen. Låtarna skrivs av kända artister eller låtskrivare, men också av programledaren Ylva Hällen.
Programformatet har också gått på export och har gjorts i både Norge (Lillepri) och i Danmark (Mini MGP).
Svenska Minimello sändes för sista gången den 22 december 2017 efter nio säsonger.

## Finaler genom åren

### 2009
| Placering | Artist | Låt           | Poäng* |
| --------- | ------ | ------------- | ------ |
| 1         | Tures  | Stopp!        | -      |
| -         | Agnes  | Min Hund      | -      |
| -         | Bob    | Sprattla loss | -      |
| -         | Tor    | Gammelviking  | -      |

*Inga poäng delades ut i finalen. Endast webbomröstning avgjorde resultatet detta år och vinnaren presenterades utan poängredovisning.
Fördjupning:
|          | Deltävling 1 | Deltävling 2 | Deltävling 3 | Deltävling 4 |
| Final    |              |              |              |              |
| Utslagen |              |              |              |              |
| Utslagen |              |              |              |              |
| Utslagen |              |              |              |              |

"Stoppa! Sluta paja för djuren! Sluta skita ner i naturen!" – Tures (Sång: Julia Messelt)

### 2010
| Placering | Artist        | Låt                | Poäng |
| --------- | ------------- | ------------------ | ----- |
| 1         | Mia och Pia   | Bom bom bom!       |       |
| 2         | Jullans       | Jag vill hem       |       |
| 3         | Piraterna     | Guld och diamanter |       |
| 4         | Ulla Vampires | Vambampyrer        |       |
| 5         | Maja          | Pappa              |       |
| 6         | Lisa-Bella    | Min Opera          |       |

Fördjupning:
|               | Deltävling 1                          | Deltävling 2                | Deltävling 3                          | Deltävling 4                          |
| Final         | Jullans – Jag vill hem                | Ulla Vampires – Vambampyrer | Piraterna – Guld och diamanter        | Lisa-Bella – Min Opera                |
| Andra Chansen | Linus Rockis – Min hemlighet          | Thee Blacks – Lägg av!      | Mia och Pia – Bom bom bom! [Finalist] | Clara – Fajt                          |
| Utslagen      | Liten och Stor – Håll ihop, håll ihop | Heddan – Stenar i fickan    | Maja – Pappa [Webbjoker]              | Joel – Kommer du ihåg                 |
| Utslagen      | Starman – Calypsokung                 | Casper – Sommarns drömtjej  | Vividia & Bellissimo – Tipp på tå     | Calle, Pisa & Glenn – Jag sitter fast |

"Bom bom bom, åh mitt hjärta bara slår! Bom bom bom, slår för dig!" – Mia och Pia (Sång: Sara Edwardsson)

### 2011
| Placering | Artist         | Låt            | Poäng |
| --------- | -------------- | -------------- | ----- |
| 1         | Saga Linnéa    | Hundis         |       |
| 2         | Johnny Rocker  | Syrran         |       |
| 3         | Eric Grön      | Fullt ös!      |       |
| 4         | Glittra        | Prinsess-sessa |       |
| 5         | Karl Johansson | Solokvist      |       |
| 6         | Theaa          | Gül gül güli   |       |

Fördjupning:
|               | Deltävling 1               | Deltävling 2             | Deltävling 3                      | Deltävling 4                      |
| Final         | Eric Grön – Fullt ös!      | Glittra – Prinsess-sessa | Saga Linnéa – Hundis              | Karl Johansson – Solokvist        |
| Andra Chansen | Superstar – Superstar      | Ella – Det gör så ont    | Johnny Rocker – Syrran [Finalist] | Mr Billy Loco Loco – Mr Loco Loco |
| Utslagen      | Trizagirls – Pulsen slår   | Adam Adam – U.F.O.       | Theaa – Gül gül güli [Webbjoker]  | Vilding – Ompa ompa               |
| Utslagen      | Bobby & Lois – Min fantasi | Juno – Schack matt patt  | Hilda Rocks – Headbang            | Silver – Tio tusen änglar         |

"Du skulle bara vara min. Och jag kallar dig 'Hundis'. Hoppas vi möts, du och jag!" – Saga Linnéa (Sång: Skaparen av Saga Linnéa)

### 2012
| Placering | Artist        | Låt                  | Poäng |
| --------- | ------------- | -------------------- | ----- |
| 1         | Baby Rose     | Jag är Baby Rose     |       |
| 1*        | Arvid         | Du ser mig           |       |
| 3         | Pärlan        | Jag är fri           |       |
| 4         | Zombies       | Vi är zombies        |       |
| 5         | Dödskallarna  | Min bror är arg      |       |
| 6         | Isac Eriksson | Monsternatt i Moskva |       |

*Efter redovisningen av jurygruppernas röster ledde Arvid medan Baby Rose låg på femte plats i finalen. Efter att tittarrösterna redovisats blev slutresultatet att Baby Rose och Arvid hade lika många poäng. Baby Rose vann eftersom hon fick fler tittarröster.
Fördjupning:
|               | Deltävling 1                                     | Deltävling 2                 | Deltävling 3                   | Deltävling 4                    |
| Final         | Pärlan – Jag är fri                              | Baby Rose – Jag är Baby Rose | Dödskallarna – Min bror är arg | Zombies – Vi är zombies         |
| Andra Chansen | Gigi – DJ Diddy DJ                               | Star – Vackrare än vi        | Arvid – Du ser mig [Finalist]  | Linn & Nelly – Du är min hjälte |
| Utslagen      | Isac Eriksson – Monsternatt i Moskva [Webbjoker] | Nilsson – Viva la Voce       | Delancy – Hej sommar           | Marlon – Cheer up               |
| Utslagen      | Kanonis – Ost med hål                            | Berra – Testa spagaten       | Lin – Jag är clown             | Knut & Parvati – Yum yum yum    |

"Baby, jag är Baby Rose! Baby, stolt för den jag är! Baby, jag är Baby Rose! Bara så ni vet!" – Baby Rose (Sång: ?)

### 2013
| Placering | Artist           | Låt               | Poäng |
| --------- | ---------------- | ----------------- | ----- |
| 1         | Guldkillen       | La Discoteca      | 93    |
| 2         | Amigas           | Asfalton Fiesta   | 68    |
| 3         | Molly            | Farmor            | 58    |
| 4         | Oliver           | Tokyo Konichiwa   | 55    |
| 5         | Astro            | Äger hela Världen | 35    |
| 6         | The Forgetmigejs | Chica chica       | 27    |

Fördjupning:
|               | Deltävling 1                  | Deltävling 2                | Deltävling 3                         | Deltävling 4                               |
| Final         | Amigas – Asfalton fiesta      | Oliver – Tokyo Konichiwa    | Molly – Farmor                       | Astro – Äger hela världen                  |
| Andra Chansen | VVV – Natten är min           | Amy – Det hände             | Guldkillen – La Discoteca [Finalist] | Wilmer – Elektrisk                         |
| Utslagen      | Rödfrillan – Mitt röda hjärta | Drakdräparen – Drakdräparen | Popera – O-O-Opera                   | The Forgetmigejs – Chica chica [Webbjoker] |
| Utslagen      | Mopparna – Livets mening      | Raj Raj – Vår idola         | Morris – Allt som jag vill va        | Galaxy – En alien på bibblan               |

"I go, you go, love you love you so, La Discoteca" – Guldkillen (Sång: Josef Johansson)

### 2014
| Placering | Artist          | Låt                   | Poäng |
| --------- | --------------- | --------------------- | ----- |
| 1         | Nelia           | Livet ut              | 88    |
| 2         | Höjdarn         | Overpowered           | 81    |
| 3         | Angry Edward    | En explosion          |       |
| 4         | Kidsen          | Häng me!              |       |
| 5         | Hardrockbabies  | Hardrock Babies Yeah! |       |
| 6         | Glittersångaren | Du är så fin          |       |

Fördjupning:
|               | Deltävling 1                     | Deltävling 2               | Deltävling 3                 | Deltävling 4                               |
| Final         | Nelia – Livet ut                 | Kidsen – Häng me!          | Angry Edward – En explosion  | Hardrockbabies – Hardrock Babies Yeah!     |
| Andra Chansen | Höjdarn – Overpowered [Finalist] | Coco – B-boy               | Heartflower – Jag saknar dig | Rock 'n' Rollbandet – Vi drar till solen   |
| Utslagen      | Sofieskate – Allt e okej         | Silversigrid – O Mamma Mia | Egon – Blomma stjärna        | Glittersångaren – Du är så fin [Webbjoker] |
| Utslagen      | Nicke – I min luftballong        | Doktor Hår – Salsa salsa   | Milo – Kwassa kwassa         | Rocky & Simone – Little star               |

"Livet ut, vi är vänner livet ut. Vi ska alltid vara friends forever, livet ut" – Nelia (Sång: Amy Deasismont)

### 2015
| Placering | Artist                         | Låt                     | Poäng |
| --------- | ------------------------------ | ----------------------- | ----- |
| 1         | Carrolla                       | Mitt hjärtas hemlighet  | 67    |
| 2         | Tindra och Koorah              | Vi ba' kör!             | 66    |
| 3         | Stilige Abdi & The Nonstoppers | Rock n roll Bettan      | 59    |
| 4         | Kärlekens armé                 | Amors pilar             | 56    |
| 4         | Ricky & Co                     | Zupermen                | 56    |
| 6         | Glitter M                      | Jag vill kramas med dig | 32    |

Fördjupning:
|               | Deltävling 1                          | Deltävling 2                     | Deltävling 3          | Deltävling 4                                        |
| Final         | Tindra & Koorah – Vi ba kör!          | Kärlekens armé – Amors pilar     | Ricky & Co – Zupermen | Stilige Abdi & The Nonstoppers – Rock n roll Bettan |
| Andra Chansen | Bella Blåfjäder – Kändast av dom alla | Hanna – Du har en ny vän         | Elsa – Till mamma     | Carrolla – Mitt hjärtas hemlighet [Finalist]        |
| Utslagen      | Hjälten – Kämpa!                      | Mustaschmannen – Senior mustache | Miranda – Ding        | Glitter M – Jag vill kramas med dig [Webbjoker]     |
| Utslagen      | Rock Isac – Sayonara Sara             | Bam! – Kan ni fatta              | Lyckie – Partyqueen   | Gudinnan – Viva la diva                             |

"Du är det finaste jag vet, universums stjärnplanet. Nu vet du min hemlighet" – Carrolla (Sång: Helen Sjöholm)

### 2016
| Placering | Artist               | Låt              | Poäng |
| --------- | -------------------- | ---------------- | ----- |
| 1         | Ville                | Om du finns      | 82    |
| 2         | Amigos               | Vi är så på gång | 78    |
| 3         | Mr Green & Robotarna | Dansa med mig    | 56    |
| 4         | Fantastiska Familjen | Livet på landet  | 46    |
| 5         | Melody               | Give it all      | 36    |
| 6         | Guled och gänget     | Du får vara med! | 35    |

Fördjupning:
|               | Deltävling 1                        | Deltävling 2                                  | Deltävling 3                           | Deltävling 4                           |
| Final         | Melody – Give it all                | Ville – Om du finns                           | Amigos – Vi är så på gång              | Fantastiska Familjen – Livet på landet |
| Andra Chansen | Mr Green – Dansa med mig [Finalist] | The Girls – We are The Girls                  | Susshelen och Monsterdor – Monsterswap | Miss Candy – Fyrverkeri                |
| Utslagen      | Alex Kungen – Lajkad hela dan       | Guled & gänget – Du får vara med! [Webbjoker] | Bröderna Blåz – Dansbandslåten         | The Punx – Spela snabbare              |
| Utslagen      | Alma – Varje gång jag ser dig       | The Jazzcats – Wow, wow, livet är fly         | Elli – Habibi                          | Tage – Måndag morgon                   |

"Om du finns och inte är en fantasi, om du finns förändrar du mitt liv" – Ville (Sång: Niklas Strömstedt)

### 2017
Inför den nionde och sista säsongen togs konceptet Webbjokern (där någon av de utslagna gick till final) bort. Finalisterna bestod istället av de fyra vinnarna från deltävlingarna och de två bidragen från Andra Chansen som fick flest röster.
| Placering | Artist      | Låt                 | Poäng |
| --------- | ----------- | ------------------- | ----- |
| 1         | Rosetta     | Gör som jag vill    | 92    |
| 2         | Gold Digger | Amina               | 85    |
| 3         | Thunder     | Thunder             | 65    |
| 4         | Doktor Grön | Vild och galen      | 35    |
| 5         | Coolfrillan | Jag blir så gal     | 31    |
| 6         | Z           | Här kommer skriket! | 28    |

Fördjupning:
|                | Deltävling 1                          | Deltävling 2                             | Deltävling 3                       | Deltävling 4                     |
| Final          | Thunder – Thunder                     | Gold Digger – Amina                      | Z – Här kommer skriket!            | Doktor Grön – Vild och galen     |
| Andra Chansen* | Rosetta – Gör som jag vill [Finalist] | Coolfrillan – Jag blir så gal [Finalist] | Lova Loveberry – Vänner för alltid | Black Star – Jag ger aldrig upp  |
| Utslagen       | Jaany Jan & Gänget – Let's make party | Eye – Vi ska sluta va kompisar           | Alex – Jag och min skinnbralla     | Rocky – Följ med mig ut i kosmos |
| Utslagen       | Best Friends – Malla Malla            | Nàvddit – Eldarna                        | Joy Mercy – Jag är DJ Queen        | Chloe – Ge henne allt            |

*Detta år presenterades ingen Webbjoker. Istället gick två bidrag till final från Andra Chansen.
"När låten är skön så är det svårt att stå still. Jag kan inte dansa, men jag gör som jag vill" – Rosetta (Sång: Krista Siegfrids)

## Röstningssystem
De 16 inskickade dockorna tävlar i varsin deltävling med fyra i deltagare i var och en av de fyra deltävlingarna. Vinnaren i varje deltävling, som tittarna avgör genom en omröstning på Minimellos hemsida (2009-2016) eller i appen Duo (2017), går vidare direkt till final medan tvåan går vidare till andra chansen. De fyra direktkvalificerade bidragen, bidraget som gick vidare från andra chansen samt en webbjoker bland de utslagna bidragen tävlar sedan i en final. Jurygrupper, bestående av olika skolklasser runt om i landet, avgör hälften av resultatet genom att dela ut poängen 2, 4, 6, 8, 10 och 12 poäng. På så sätt garanteras alla bidrag minst två poäng. När jurygrupperna röstat färdigt avlägger folket sina röster. Antalet poäng fördelas sedan procentuellt mellan bidragen beroende på hur många röster varje bidrag fick. Folket och jurygrupperna delat ut samma antal poäng. Det bidrag som fått högst totalsumma vinner Minimello.

### Fotnoter
1. ↑  ”En nutida klassiker har nått vägs ände”. https://www.facebook.com/barnkanalen/videos/1760308860707144/.